# Infusen
Pour les articles homonymes, voir Maghraoua.
Les Infusen, Infoussen, Nefoussa, Nefouça ou Nefoussiens (en tamazight : Infusen ; en arabe : نفوسة, Nafusa) sont un groupe ethnique berbère de Libye qui fait partie des Zénètes. Leur région d'origine est le Djebel Nefoussa. Ils parlent le  nafusi.
Les Infusen sont principalement de confession musulmane ibadite.
Infusen est le nom par lequel les populations amazighes de ces montagnes (Adrar n Infusen) se désignent.

## Histoire et religion avant l'islamisation
Selon Ibn Khaldoun, à la veille de la conquête musulmane du Maghreb, les Nefouça faisaient partie des tribus berbères qui professaient le judaïsme.

## Politique
Lors de la révolution libyenne de 2011, les Berbères du Djebel Nefousa ont fait partie des premiers à se soulever contre Mouammar Kadhafi. Cette période révolutionnaire anti-Kadhafi a été marquée par un engagement vigoureux des Berbères libyens en faveur de la défense de leur identité linguistique et culturelle. En effet, l'hostilité de Kadhafi à l'égard de toute revendication identitaire berbère était bien connue. La parole de Kadhafi lui-même à l’égard des Berbères n’a jamais fait dans la nuance et l’on peut constituer une véritable anthologie de ses déclarations sur les Berbères et la langue berbère, régulièrement exclus et condamnés (discours de 1985, 1997, 2007…) : « La Libye est un pays arabe. Quiconque prétend le contraire et se revendique non-arabe n’a qu’à quitter le pays.